# MeLo-X
Sean Rhoden (Brooklyn, 15 de maio de 1985), conhecido artisticamente como MeLo-X, é um DJ e produtor musical norte-americano.